# Kaha fruticosa
Kaha fruticosa är en insektsart som beskrevs av Yang och Wu 1993. Kaha fruticosa ingår i släktet Kaha och familjen Derbidae. Inga underarter finns listade i Catalogue of Life.